# Sydney Jacob
Sydney Montague Jacob, né le 28 octobre 1879 et décédé le 14 février 1977, est un joueur indien de tennis du début du XXe siècle.

## Carrière
À Roland-Garros en 1925 pour son unique participation dans ce tournoi il atteint les demi-finales il perd contre René Lacoste (6-2, 6-1, 4-6, 7-5).
En 1925 il a atteint les quarts de finale à Wimbledon, il perd contre René Lacoste (6-3, 6-8, 6-0, 6-4). Il participe à ce tournoi aussi en 1914, 1921, 1923, 1924, 1927, 1928.
Il atteint la finale du Tournoi du Queen's en 1923 où il échoue face à Vincent Richards (6–2, 6–2)
Il participe aux Jeux olympiques de tennis en double mixte en 1924 à Paris. Il atteint le deuxième tour.
Joueur de Coupe Davis en 1921, 1923, 1924 et 1925 avec l'équipe indienne. Il parvient en 1/4 en 1921.
Il n'a jamais participé à l'Open d'Australie.